# Gijzeling in Anagni
De Gijzeling in Anagni vond plaats van 7 tot en met 9 september 1303. Paus Bonifatius VIII, een van de machtigste pausen uit de middeleeuwen, werd gearresteerd, vernederd en uitgekafferd door een groepje soldeniers. Zij stonden onder leiding van Sciarra Colonna, een lokale edelman van de rivaliserende familie Colonna in Latium, en van Guillaume de Nogaret, raadgever van koning Filips IV van Frankrijk.
Met deze gijzeling triomfeerde Filips IV van Frankrijk over het pausdom, en dit in een tijdperk waarin het geloof in een groot christelijk Rijk in Europa was verloren gegaan. Nationale monarchieën, en op de eerste plaats Frankrijk, streden om de macht over de pauselijke troon.
Deze gijzeling wordt ook genoemd de Aanslag op de paus in Anagni of de Woede van Anagni.

## De gijzelnemers
- Sciarra Colonna nam wraak voor de straffen die paus Bonifatius VIII had uitgesproken over zijn familie. Zo had de paus twee kardinalen uit de familie in de kerkban geslagen. Dit betekende niet alleen verlies van fortuinen maar ook de onmogelijkheid dat een Colonna op de pauselijke troon kon komen. Nadien werd de kerkban opgeheven doch de beide prelaten zaten zonder ambt en fortuin. De paus had de familie verder zwaar gestraft door Palestrina, de thuisbasis van de familie Colonna, met de grond gelijk te maken; hij liet Palestrina met zout overstrooien om het een doodse plek te houden en hij had de plaatsnaam Palestrina van alle kaarten geschrapt.
- Guillaume de Nogaret, en in het algemeen Filips IV van Frankrijk en zijn hofhouding van juristen, waren in een jarenlange strijd verwikkeld met paus Bonifatius VIII, die zelf een notoir kerkjurist was. De Franse Kroon had de paus uitgedaagd door de Franse clerus taxeren, een bisschop te arresteren en zelfs een bisschop af te zetten, tegen alle regels in van het canoniek recht. De enige pauze in de jarenlange vete tussen Filips IV en Bonifatius VIII was het moment dat Bonifatius VIII Filips grootvader koning Lodewijk IX heilig verklaarde.

## De gijzelaar
Paus Bonifatius VIII vond zichzelf de iudex omnium: de opperste rechter in geschillen tussen vorstendommen in Europa. Hij was de eerste paus die een Jubeljaar uitriep. Het was het jaar 1300, waarin hij duidelijk zijn suprematie over alle vorstenhoven van Europa stelde. Zijn grootste vijanden Filips IV en de familie Colonna vonden elkaar uiteindelijk met als enig doel: paus Bonifatius VIII te arresteren en af te zetten. De paus had zich teruggetrokken in het pauselijk paleis van Anagni in Latium. Hij was er geboren. Zijn neef graaf Pietro II Gaetani was de eigenaar van het pauselijk paleis. De familie Gaetani bezat de ganse stadswijk rondom de kathedraal.

## Het relaas

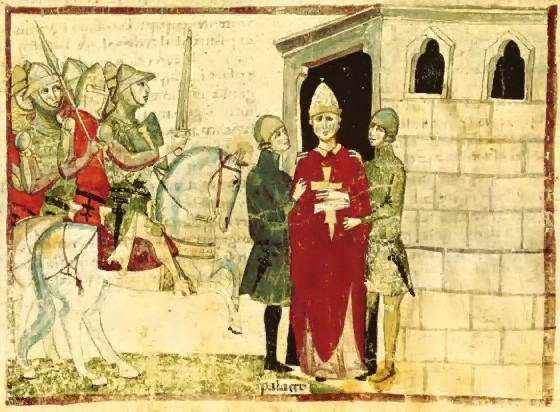
Frans-Italiaanse soldeniers vallen paus Bonifatius VIII aan

Begin september 1303 kwam Nogaret aan in de Pauselijke Staat. Hij moest er van Filips IV een opstand uitlokken tegen Bonifatius VIII teneinde de paus naar Frankrijk te slepen om te verschijnen voor een algemeen concilie. De opstand brak niet uit. Nogaret vernam dat Bonifatius VIII op 8 september 1303 over koning Filips IV de kerkban zou uitspreken. Nogaret en de zijnen sloten zich aan bij de soldeniers onder leiding van Sciarra Colonna. Ze trokken bij verrassing naar het pauselijk kasteel in Anagni.
In de ochtend van 7 september 1303 drong het gezelschap de versterkte stad Anagni binnen. Enkele poorten waren bewust open gezet, waarschijnlijk door misnoegde burgers van Anagni of misnoegde kardinalen in het pauselijk hof. Graaf Pietro II Gaetani organiseerde onmiddellijk de verdediging van het pauselijk kasteel. De stedelingen riepen uit hun venster: Viva il re, a morte il Papa! Leve de koning van Frankrijk, dood aan de paus. Aanvankelijk hield het pauselijk garnizoen stand. Toch stormden de soldeniers binnen in het kasteel, op zoek naar graaf Pietro II en de paus. De paus had zich verschanst in de troonzaal achter de kathedraal; hij was gezeten op zijn troon getooid in groot ornaat. Hij riep de indringers toe in het Romeins dialect: ec le col, ec le cape. Dit betekent: ziehier (mijn) de nek, ziehier (mijn) het hoofd.
Nogaret en Colonna schreeuwden de paus toe dat hij moest aftreden. Ze beschuldigden hem van simonie, moord op zijn voorganger Celestinus V, sodomie en andere seksuele misdrijven. Historici hebben zich nadien over het feit gebogen of Colonna effectief meppen verkocht aan de paus. Andere eisen voor de paus waren het toevertrouwen van de pauselijke schatkist aan de aanwezige kardinalen, de rehabilitatie van de twee kardinalen Colonna in hun ambten, het afstaan van de pauselijke tiara, en uiteindelijk te verschijnen voor een algemeen concilie in Frankrijk.
De paus weigerde op alle eisen in te gaan. Hij zei enkel dat hij bereid was ter plaatse te sterven.
Twee dagen later kregen de stedelingen spijt. Ze vochten zich een weg door de poorten van het pauselijk kasteel. Vele van de Frans-Italiaanse soldeniers vonden de dood. Nogaret en Colonna vluchtten weg. De paus werd bevrijd. Uitgeput bedankte hij de inwoners van Anagni en vroeg hen om water en brood want hij had drie dagen niets gekregen. Vermoedelijk was hij al een tijdje ziek. Nadat de paus op krachten gekomen was, reisde hij naar Rome. Hij stierf er een maand later.

## Gevolgen
Met deze vernedering van het pausdom haalde Filips IV politiek gesproken zijn slag thuis, ondanks de afgang na de gijzeling. Hij ontbond de Orde der Tempeliers, een financieel krachtige organisatie die rechtstreeks onder pauselijk gezag stond. Zonder enige moeite plaatste hij de pas gekozen paus Clemens V, tot dan aartsbisschop van Bordeaux, in Avignon; dit was aan de grens van zijn koninkrijk. Er zetelde dus geen paus meer in Rome.